# موقسة (القريشية)

تعديل مصدري - تعديل

موقسة هي إحدى قرى عزلة قيفه آل محن يزيد بمديرية القريشية التابعة لمحافظة البيضاء، بلغ تعداد سكانها 207 نسمة حسب تعداد اليمن لعام 2004.